# یک گلوله کافی است
یک گلوله کافی است (فرانسوی: Une balle suffit‎) یک فیلم در ژانر جنایی و درام است که در سال ۱۹۵۴ منتشر شد. از بازیگران آن می‌توان به ورا نورما، ژاک کستلو، و رافائل رومرو مارچنت اشاره کرد.